# Собор Святого Миколая Чудотворця (Рівне)
Собор Святого Миколая Чудотворця — собор Української греко-католицької церкви у місті Рівне. Розташований на вулиці Гоголя, 14. 

## Історія
Тривалі зусилля, по отриманню території для зведення власного храму, увінчалися успіхом щойно 2002 року, коли рішенням місцевої ради громаді греко-католиків було надано земельну ділянку на вулиці Гоголя. Протягом цього ж таки 2002 року, силами парафіян було розпочато побудову каплиці (на 150 осіб), а вже в жовтні 2003 року відбулося її освячення. Варто підкреслити, що існування повноцінної святині значно підсилило і без того прогресивний вектор розвитку спільноти. Виходячи з цього, з 2005 року для допомоги о. Євгену регулярно приїжджає о. Іван Хміль, адміністратор сусідньої парохії в м. Здолбунів. 
З огляду на істотне збільшення кількості вірних УГКЦ в м. Рівне, у 2007 році громада вирішує розпочати будівництво величного храму, який би своїми масштабами задовольнив необхідні потреби спільноти. Разом з тим, прагнучи облаштувати місце для праці з молодіжними та молитовними спільнотами парохії, у 2008 році місцевим ієрархом Кир Йосафатом, було освячено приміщення парохіяльного центру. 
Освятили храм 19 грудня 2017 року.